# Hua (estat)
Huáguó (滑国) va ser un estat vassall de la dinastia Zhou occidental, que existí en el que avui en dia és Henan; les elits governants pertanyien a la família reial, però van ser destruïdes per l'estat de Qin en el 627 aC. La població van ser els primers Hua del període de Primaveres i Tardors, no els posteriors Hua (滑) dels heftalites. El Huaguo en el nord de Henan va ser destruït per Qin Shi Huang, i la tribu Hua buscà refugi a Shanxi. Es convertiren en part dels xiongnu a Pingyang (平陽, en l'actual Linfen, Shanxi). Quan Liu Can va ser enderrocat per Jin Zhun, i Shi Le establí el seu estat, molts dels Hua al voltant de Pingyang van fugir cap a l'oest al llarg de la ruta de la Seda, causant que els xionites assetjaren Pèrsia -encara que Pingyang continua sent el centre del clan Hua fins i tot avui; més tard van aparéixer a la regió Qeshi (àrea Turpan) sota els rouran.
| « | "Aquesta tribu vingué a Tocharistan i aviat es van assentar a les regions orientals de Khorasan a principis del segle v." | » |

La paraula guo pot ser interpretada com a 'estat' o 'tribu', depenent de diferents casos, vagues en significat, prenent per exemple Samhan, el qual és esmentat en els Registres dels Tres Regnes que consistia en setanta-vuit guo, i ací guo podria haver estat traduït de forma diferent. D'esta manera (xinès tradicional: 滑国, xinès simplificat: 滑国, pinyin: Huáguó), l'estat de Hua (滑) pot referir-se al nom dels heftalites, país o tribus esmentades en el Llibre de Liang i els Retrats de l'ofrena diària de Liang que estarien en el que és ara el nord de l'Afganistan. Això no obstant, Malyavkin (1989) insisteix que el país heftalita era anomenat Yeda pels xinesos, i només l'entitat política era dita Hua.